# Roman Kufa
Roman Kufa (* 15. února 1970 Český Těšín) je český lékař specializující se v oboru plastická chirurgie. Zabýval se mikrochirurgií a chirurgií ruky a také rekonstrukcemi prsu u žen, které o něj přišly v rámci onkologické léčby. Je vedoucím lékařem, zakladatelem a spolumajitelem kliniky plastické chirurgie Perfect Clinic. Je zakladatelem oddělení plastické chirurgie Fakultní nemocnice v Motole, kde působil jako vedoucí lékař v letech 2012-2015. V roce 2011 získal titul soudního znalce v oboru plastické chirurgie. Absolvoval dlouhodobou stáž ve Velké Británii, Austrálii a pracoval jako plastický chirurg v Německu. Byl členem speciálně sestaveného týmu motolské nemocnice, který poprvé v ČR provedl v roce 2011 operaci tzv. Möbiova syndromu.
Věnuje se plavání, fitness, joggingu, lyžování, surfování na sněhu i na vlnách, lákají ho adrenalinové záležitosti jako je horolezectví, triatlon nebo jízda na motorce a nejnověji našel zálibu v golfu.

## Členství
- člen České lékařské společnosti J. E. Purkyně
- člen České společnosti plastické chirurgie
- člen Společnosti estetické chirurgie
- člen The International Confederation for Plastic Reconstructive and Aesthetic Surgery
- člen The International Society of Aesthetic Plastic Surgery

## Publikační činnost
- Plastická chirurgie krok za krokem. Praha: XYZ. 2008